# Alzingen
Alzingen är en ort i Luxemburg.   Den ligger i kantonen Canton de Luxembourg och distriktet Luxemburg, i den södra delen av landet, 6 kilometer söder om huvudstaden Luxemburg. Alzingen ligger 265 meter över havet och antalet invånare är 1 376.
Terrängen runt Alzingen är platt.  Runt Alzingen är det ganska tätbefolkat, med 86 invånare per kvadratkilometer.. Närmaste större samhälle är Luxemburg, 5,7 kilometer norr om Alzingen. 
Omgivningarna runt Alzingen är en mosaik av jordbruksmark och naturlig växtlighet.